# Грей, Рассел
Рассел Грей (Russell D. Gray) — новозеландский эволюционный биолог. Доктор философии (1990) и профессор Оклендского университета. Член Королевского общества Новой Зеландии. Первый лауреат Mason Durie Medal (2012). Его указывают первым применившим вычислительные эволюционные методы к вопросам преистории языков.

## Биография
Степень доктора философии получил в Оклендском университете в 1990 году. На протяжении четырех лет читал лекции в Университете Отаго. Затем вернулся на кафедру психологии Оклендского университета, заведовал ею. С июня 2014 года директор Института общества Макса Планка в Йене, в июне 2020 года перешел в Институт эволюционной антропологии Макса Планка в Лейпциге. Феллоу Cognitive Science Society (2023). Член редколлегий Proceedings of the Royal Society B, Evolutionary Bioinformatics, Frontiers (Comparative Psychology).
Опубликовал восемь работ в Nature и Science.